# 2024 en athlétisme
| Années de l'athlétisme : 2021 - 2022 - 2023 - 2024 - 2025 - 2026 - 2027    |
| Décennies de l'athlétisme : 1990 - 2000 - 2010 - 2020 - 2030 - 2040 - 2050 |

Cet article présente les faits marquants de l'année 2024 en athlétisme.

## Compétitions
- Athlétisme aux Jeux olympiques d'été de 2024

## Décès

### Janvier
- 2 janvier : 
  - Carmen Valero (athlète espagnole) ayant remporté 2 médailles d'or et 1 médaille de bronze aux Championnats du monde de cross-country[1].
  - Osvaldo Lara (athlète cubain), spécialiste du sprint[2].
- 15 janvier : Uno Palu (athlète estonien), spécialiste du décathlon[3]
- 17 janvier :
  - Shawnacy Barber (athlète canadien), spécialiste du saut à la perche[4]
  - Al Cantello (athlète américain), spécialiste du lancer du javelot[5]
  - Knut Hjeltnes (athlète norvégien), spécialiste du lancer du disque[6].

### Décembre
- 1er décembre : Ilke Wyludda, allemande, spécialiste du lancer du disque.

## Note et référence
1. ↑  Carmen Valero, la première athlète olympique espagnole, est décédée
2. ↑  (es) « Muere el exvelocista cubano Osvaldo Lara, finalista olímpico en Moscú 80 », sur cubanet.org, 2 janvier 2024 (consulté le 2 février 2024).
3. ↑  https://sport.err.ee/1609222578/suri-kumnevoistleja-uno-palu
4. ↑  Le Canadien Shawn Barber, champion de saut à la perche, est décédé
5. ↑  (en) RIP: AL Cantello – ancien détenteur du javelot WR qui a dirigé Navy XC pendant 50 ans – est décédé à 92 ans
6. ↑  (no) Profil sportif Knut Hjeltnes est décédé

- Cet article est partiellement ou en totalité issu de l'article intitulé « Décès en janvier 2024 » (voir la liste des auteurs).